# 서농동
서농동(書農洞)은 경기도 용인시 기흥구에 있는 농서동과 서천동을 관할하는 행정동으로, 기흥구의 서남쪽에 위치한다.

## 위치
동쪽에 매미산(158m)이 기흥저수지 옆에 있다. 저수지 주위의 지형은 100m 정도이다. 서천동에는 내서천·외서천이 있어 그 주변에는 논농사가 이루어졌지만 지금은 인근 일대가 대부분 개발되었다.

## 연혁
- 475년 고구려 장수왕 63년 구성현으로 명명
- 757년 통일신라 경덕왕 16년 거서현으로 개칭
- 940년 고려 태조 23년 용구현으로 개칭
- 1018년 고려 현종 9년 광주의 임내에 속하게 됨
- 1413년 조선 태종 13년 용구와 처인을 합쳐 용인현이라 칭함
- 1895년 고종 3년 용인현을 용인군으로 개칭
- 1914년 3월 1일 행정구역 개편에 따라 '농사리'와 '내서천리'가 병합, 농서리가 되어 기흥면에 편입
- 1985년 10월 1일 기흥면이 기흥읍으로 승격
- 1996년 3월 1일 도농복합으로 용인군이 용인시로 승격
- 2005년 10월 31일 기흥읍과 구성읍을 통합한 기흥구 소속으로 기존 기흥읍에 있었던 서천리와 농서리가 통합, 서농동이 됨

## 인구

### 인구 구성

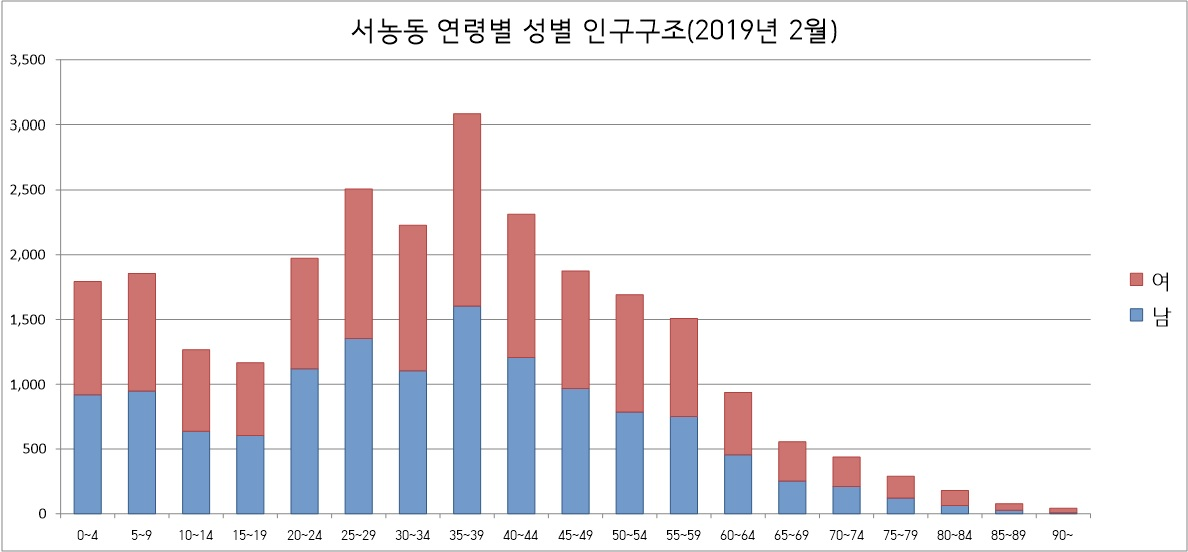
서농동 성별 연령별 인구 구조

서농동의 인구는 25,789명(2019년 2월 28일 기준, 내국인)으로 용인시 전체 인구의 2.5%를 차지한다. 남자는 13,144명, 여자는 12,645명이며 외국인은 850명이다. 서농동은 일반적인 도시의 특성이 나타나서 유소년(15세 미만 인구) 인구비율은 19.1%로 용인시 전체 비율(16.1%)보다 높고 노인(65세이상 인구) 인구 비율은 6.1%로 용인시 전체 비율(12.2%)보다 적다.
2024년 6월 말 기준 서농동 인구는 25,107명이고, 세대수는 11,306세대다.

### 산업별 종사자 현황
2015년 현재 서농동의 산업 총종사자 수는 29,830명이다. 서농동에는 삼성전자와 대상(구 베스트푸드미원, 초기에는 한국크노르) 등이 각각 위치해 있어서 제조업 종사자(19,791명)와 전문, 과학 및 기술서비스업 종사자 수(4,350명)가 가장 큰 비중을 차지한다. 그 외에 교육서비스업 종사자수가 2,023명이다.

## 이름의 유래
서농동의 이름은 서천동의 ‘서’자와 농서동의 ‘농’자를 각각 한자씩 따서 현재의 이름이 되었다.

## 주거
| 단지명                   | 건설사          | 시행사         | 주소                        | 입주        | 비고 |
| ------------------------ | --------------- | -------------- | --------------------------- | ----------- | ---- |
| 용인 서천 해링턴플레이스 | ㈜효성          | ㈜코리아신탁   | 기흥구 서그내로 31          | 2017년 11월 |      |
| 영통로 해링턴플레이스    | ㈜효성 진흥기업 | ㈜모아이엔씨   | 기흥구 서그내로16번길 30    | 2017년 6월  |      |
| 서천 1차 아이파크        | 현대산업개발    | 현대산업개발   | 기흥구 서그내로16번길 14    | 2009년 9월  |      |
| 서천 2차 아이파크        | 현대산업개발    | 현대산업개발   | 기흥구 서천동로21번길 11-22 | 2016년 2월  |      |
| 예현마을 현대홈타운      | 현대건설        | 현대건설       | 기흥구 예현로35번길 21      | 2002년 11월 |      |
| 서천 힐스테이트          | 현대엔지니어링  | 현대엔지니어링 | 기흥구 서천동로 22          | 2016년 9월  |      |
| 서그내마을 SK VIEW       | 에스케이건설㈜  | ㈜와이엠건설   | 기흥구 예현로 15            | 2002년 5월  |      |

## 전해오는 이야기
조선시대 기곡면(器谷面) 지역으로 2005년 기흥구 신설과 함께 기흥읍에 속해 있던 서천리와 농서리를 합쳐 서농동으로 분할되었다. 서천리(書川里)는 1914년 행정구역 개편 때 외서천(外書川)과 내서천(內書川) 일부를 합친 지역이다. 속설에 선비들이 마을 앞 냇가에 모여 글을 읽었다 하여 글서(書)와 내천(川)을 합쳐 서천이라 했다고 하는데, 오히려 '서그내'라고 불리는 서근천(鋤斤川)에서 파생된 변음일 가능성이 크다. 『호구총수』의 기곡면에 서근천동(鋤斤川洞)이 있고, 『1872년 지방지도』에도 서근천(鋤斤川)이 있는 것으로 보아 더욱 그렇다.
내서천 · 외서천 · 가마골 · 상서천 · 하서천 등의 마을이 있다. 농서리(農書里)는 1914년 농사동(農事洞)과 내서천 일부를 합쳐 농사동의 '농(農)'자와 내서천의 '서(書)'자를 따서 농서리라 부른 것이다. 『호구총수』와 『1872년 지방지도』에서도 농사동을 확인할 수 있다. 풍수형국상 반월같이 생겼다 하여 이름 붙여졌다고 하는 반월(半月)과 용수(龍水) 마을이 있다. 용수 마을은 일제강점기 때 용교(龍橋)로 불렸으나 1995년에 변경되었다.

## 산업
- 삼성전자 기흥사업장
- 대상식품 기흥공장(옛 베스트푸드미원, 용인공장)

## 교통
- 인덕원-동탄 복선전철 서천역(예정)

## 같이 보기
- 상하동
- 신갈동
- 상갈동
- 마북동
- 보정역